# Who's Better, Who's Best (film)
Who's Better, Who's Best je kolekce videí od The Who, která byla vydána v roce 1988 spolu se stejnojmenným albem.

## Seznam skladeb
1.  "My Generation"
- Vysíláno v pořadu Beat-Club
- Natočeno v Marquee Clubu 2. března 1967

2.  "I Can't Explain"
- Původní promo video
- Natočeno na různých londýnských místech v letech 1964 a 1965

3.  "Anyway, Anyhow, Anywhere"
- Skládá se z 8mm koncertníh filmů Jona Rubina
- Natočeno na různých newyorských místech v letech 1967 a 1968

4.  "Substitute"
- Původní promo video
- Natočeno v Covent Garden 21. března 1966

5.  "The Kids Are Alright"
- Původní promo video
- Natočeno v Hyde Parku v červenci nebo srpnu 1966

6.  "I'm a Boy"
- Vysíláno v pořadu Beat-Club
- Natočeno v Planten un Blomen 15. ledna 1967

7.  "Happy Jack"
- Původní promo video
- Natočeno v kancelářích New Action Ltd. 19. prosince 1966

8.  "Pictures of Lily"
- Vysíláno v pořadu Beat-Club
- Natočeno v Bremnen TV Stuido 1. dubna 1967

9.  "Magic Bus"
- Záběry natočené v říjnu 1968
- Záznam koncertu natočený ve Voorburgu v Nizozemsku v březnu 1973

10.  "You Better You Bet"
- Původní promo video
- Natočeno v Shepperton Studios v březnu 1981

11.  "I Can See for Miles"
- Vysíláno v The Smothers Brothers Comedy Hour
- Natočeno na různých místech v roce 1967

12.  "Pinball Wizard"
- Výňatek z filmu Woodstock
- Natočeno na hudebním festivalu Woodstock 17. srpna 1969

13.  "I'm Free"
- Concert footage directed by Chris Stamp
- Natočeno v London Coliseum 14. prosince 1969

14.  "See Me, Feel Me"
- Výňatek z filmu Woodstock
- Natočeno na hudebním festivalu Woodstock 17. srpna 1969

15.  "Join Together"
- Původní promo video
- Natočeno v The London Studios 25. června 1972

16.  "Who Are You"
- Výňatek z filmu The Kids Are Alright
- Natočeno v Ramport Studios 4. května 1978

17.  "Won't Get Fooled Again"
- Výňatek z filmu The Kids Are Alright
- Natočeno v Shepperton Studios 25. května 1978